# Chaleion
Chaleion – starożytne polis greckie na terenie Lokrydy, znajdujące się nieopodal współczesnego miasta Galaxidi. Polis jest poświadczone w najstarszym znanym traktacie greckim (z VI wieku p.n.e.), w którym zawarła układ z Oiantheią normujący zasady postępowania prawnego w relacjach między obywatelami dwóch poleis. W V wieku p.n.e. brała udział w ponownej kolonizacji Nafpaktos. Należała do Związku Etolskiego. Ostatnie inskrypcje, której poświadczają istnienie polis pochodzą z III wieku.